# Scheepswerf De Maas
Scheepswerf De Maas was een scheepswerf annex constructiewerkplaats die van 1916 tot 1937 bestond te Slikkerveer in de Nederlandse provincie Zuid-Holland.
In 1916/1917 werd de oude werf inclusief opstallen van Werf Gusto te Slikkerveer verkocht aan nv Scheepswerf ‘De Maas’ te Slikkerveer. Deze in 1916 opgerichte onderneming met een geplaatst aanvangskapitaal van f 500.000 stond onder directie van G.J. Berendsen met W. Prins (later W. Kreukniet), J.C.A. Ribbens en R. Schelling als commissarissen. 
Na een voorspoedig begin met onder meer drie schepen voor de Rotterdamsche Algemeene Scheepvaart Mij. (met machinerieën van Stork) en een voornemen tot verviervoudiging van het aandelenkapitaal in 1917 werd eind 1918 al weer als gevolg van slapte 60 man ontslagen. Begin 1919 besloot de aandeelhoudersvergadering tot fusie met de nv Internationale Gewapend Beton Scheepsbouw Mij. te Rotterdam. De gefuseerde onderneming kreeg de nieuwe naam nv Internationale Gewapend Beton Scheepsbouw Mij. ‘De Maas’ (kortweg Intermaas) met een geplaatst aandelenkapitaal van 1 miljoen gulden. Het bedrijf was ingericht voor de bouw van zeeschepen, een wisselende markt. Daarnaast werd er ook constructiewerk vervaardigd onder leiding van ir. H.P. de Koning zoals midden jaren twintig een 300 tons drijvende kraan voor de Sociadad Iberica (Valencia), een verlaadinrichting voor de nv Nederlandsche Spitsbergen Compagnie (Barentszburg) en in 1930 de tot dan grootste in Nederland gebouwde schipdeur, voor de nieuwe sluis te Vlissingen. 
Eind 1926 brak een anderhalve maand durende staking uit. In 1928 bedroeg het aantal personeelsleden 825. 
De crisisjaren dertig waren meteen voelbaar in 1930 toen het personeel al in mei verplicht de vakantieweek moest opnemen. Al snel volgde ontslag van bijna al het personeel. Later volgde herstel en werden twee mijnenleggers voor de Koninklijke Marine en diverse schepen voor de Koninklijke Paketvaart Maatschappij Amsterdam gebouwd. Maar deze orders konden de werf niet redden, mede door uitblijven van overheidssteun. In 1937 werd de werf definitief gesloten na tweeënnegentig schepen waaronder zeventien voor de K.P.M.. Het werfterrein met outillage werd voor f 190.000 door de nv Scheepsbouwbelangen te Den Haag aangekocht.

## Links
- Korte geschiedenis
- Bouwlijst